# Boscoreale
Boscoreale [boskoreˈaːle] ist ein Ort mit 25.933 Einwohnern (Stand 31. Dezember 2023) am Südhang des Vesuv in der Metropolitanstadt Neapel in der italienischen Region Kampanien.
Der Ort liegt unweit von Pompeji. Bei dem Ausbruch des Vesuvs 79 wurde der Ort wie Pompeji, Herculaneum und Stabiae verschüttet. Die Nachbargemeinden sind Boscotrecase, Poggiomarino, Pompei, Scafati (SA), Terzigno und Torre Annunziata.
Bekannt wurde Boscoreale durch Ausgrabungen am Ende des 19. Jahrhunderts, als man die römischen Villa des Publius Fannius Synistor und die etwa 30 landwirtschaftlichen Anwesen (villa rustica) ausgrub. In einer davon, genannt Villa Pisanella, fand man 1895 den sogenannten Schatz von Boscoreale. 1978 bis 1983 fanden erneute, ausgiebige Untersuchungen in Boscoreale statt. Seit dem Jahr 1991 existiert in Boscoreale ein archäologisches Museum, das Antiquarium di Boscoreale, in dem Funde aus Oplontis, Pompeji, Stabiae und Boscoreale ausgestellt sind. Im an das Museum angeschlossene Außengelände ist eine typische Villa Rustica kleinerer Dimension zu besichtigen.

## Bevölkerungsentwicklung
Zwischen 1991 und 2001 stieg die Einwohnerzahl von 27.310 auf 27.618. Dies entspricht einer prozentualen Zunahme von 1,1 %.